# 平将為
平 将為（たいら の まさため、-將爲）は、平安時代中期の武将。平良将の子で平将門の弟。「相馬五郎」と称す。『尊卑分脈』では末弟で将武の弟であるが、『常陸大掾譜』では将武の兄としている。将門私授下総守。

## 略歴
将門が「新皇」を僭称すると下総守に任ぜられるが、天慶3年（940年）2月14日、将門が平貞盛・藤原秀郷らとの戦いによって敗死すると勢力は一気に瓦解し、次々と一族郎党は討たれた。
『師守記』に、天慶3年4月12日に将門の弟の「将種」なる者が舅の陸奥権介伴有梁と共に謀反を企てたとあり、この「将種」は諸系図を見てもその名は無く、ゆえに「将種」は「将為」であるともいわれる。